# Liriomyza orbona
Liriomyza orbona är en tvåvingeart som först beskrevs av Johann Wilhelm Meigen 1830.  Liriomyza orbona ingår i släktet Liriomyza och familjen minerarflugor. Arten är reproducerande i Sverige. Inga underarter finns listade i Catalogue of Life.